# Disco Inferno
«Disco Inferno» es una canción de la banda estadounidense The Trammps, perteneciente al álbum de mismo nombre (1976). Además está incluida en la banda sonora de Saturday Night Fever, alcanzando el número 11 en el Billboard Hot 100 en mayo de 1978.
La canción ha sido versionada por varios artistas, incluyendo Tina Turner y Cyndi Lauper.

## Sampling
Aparte de haber sido versionada también se ha usado como sample en varias canciones, como:
- El productor estadounidense Fast Eddie en «I Want You, Girl».
- La artista estadounidense Madonna cantó «Music» sobre el instrumental de la canción, creando el mash up «Music Inferno» en su séptima gira musical, Confessions Tour (2006).

## Apariciones en otros medios
- Una versión de la canción grabada por The Earl Young Band fue incluida en los videojuegos Dungeon Keeper 2 y Bulletstorm.
- En el corto animado Far, Far, Away Idol (Ídolo de Muy, Muy Lejano) de la película Shrek 2, Donkey (Eddie Murphy) es mostrado cantando «Disco Inferno», pero tiene su cola incendiada mientras Dragona actúa con él.
- La grabación por The Trammps fue incluida en la película de 1997 Donnie Brasco y la película de 2004 What the Bleep Do We Know!?..
- La versión de The Trammps fue incluida en un mashup en el videojuego DJ Hero junto a «Disturbia» de Rihanna.
- La versión de The Trammps también apareció en el segundo DLC del videojuego Grand Theft Auto IV, The Ballad of Gay Tony.
- En el videojuego Shadow Warrior, el personaje, Lo Wang, canta el estribillo de la canción antes de sumergir a un condenado en un pozo de lava^.
- La versión de The Trammps utilizó como tema central en las primeras emisiones del programa de debate chileno de TV, "Vigilantes".
- La telenovela brasileña Boogie Oogie producida por Rede Globo incluyó esta canción en su banda sonora internacional.

## Posicionamiento en listas

### Versión de The Trammps
| Bélgica        | VRT Top 30                    | 24 |
| Estados Unidos | Billboard Hot 100             | 11 |
| Estados Unidos | Dance Music/Club Play Singles | 1  |
| Nueva Zelanda  | Recorded Music NZ             | 13 |
| Reino Unido    | UK Singles Chart              | 16 |